# Береговое (Скадовский район)
Береговое (укр. Берегове) — село в Бехтерской сельской общине Скадовского района Херсонской области Украины.
Население по переписи 2001 года составляло 2 человека. Почтовый индекс — 75664. Телефонный код — 5539. Код КОАТУУ — 6522383202.

## Местный совет
75643, Херсонская обл., Голопристанский р-н, с. Збурьевка, ул. Ленина, 11